# Осьмачка, Феодосий Степанович
Феодосий (Тодось) Степанович Осьмачка (укр. Теодосій (Тодось) Степанович Осьмачка; 1895—1962) — украинский прозаик, поэт, переводчик.

## Биография
Родился в семье сельского рабочего, трудившегося в имении помещика Терещенко, а затем самостоятельно получившего специальность и славу хорошего ветеринара. В юности учительствовал в народных школах. В 1916 г. был призван в армию; за поэму «Думы солдата» был предан военно-полевому суду, но вмешалась революция. С 1920 г. инструктор по подготовке работников образования в Кременчуге. В 1921 г. поступил в Киевский институт народного просвещения, после окончания которого работал учителем в различных киевских школах. В студенческие годы начал участвовать в литературной жизни. Сначала был членом Ассоциации Писателей (АСПИС), которую возглавлял Николай Зеров, а затем МАРСа («Мастерская революционного слова»).
В начале 1930 г. переехал на Кубань. В 1932 г., вернувшись на Украину в Харьков, подал заявление в советские государственные органы с просьбой выехать из СССР в связи с невозможностью свободно творить. 5 февраля 1933 г. был арестован, но из-за слабого здоровья был вскоре освобождён. На протяжении 1930-х гг. его несколько раз направляли на принудительное психиатрическое лечение. Проходя лечение в Ленинграде, совершил неудачную попытку пересечь государственную границу СССР на пароходе, который отправлялся в Финляндию.
В 1942 г. переехал во Львов, оккупированный нацистской Германией, откуда в 1944 г. перебрался на Запад. После окончания Второй мировой войны жил в различных лагерях для перемещённых лиц, скитаясь по странам Европы. В 1948 г. переехал в США, некоторое время жил в Канаде. Активно участвовал в эмигрантской украинской деятельности, входил в организацию «Мистецький український рух» («Творческое украинское движение»).
Страдая манией преследования, постоянно переезжал с места на место, периодически попадал в лечебные учреждения. В феврале 1961 г. отправился в Испанию, посетил Париж и Мюнхен. 6 июля 1961 г. в Мюнхене перенёс инсульт. Скончался в психиатрической лечебнице Pilgrim State Hospital в Саффолке.

## Творчество
На творчество Осьмачки значительно повлиял символизм и экспрессионизм. В поздних поэтических сборниках заметно влияние неоромантизма. В своих произведениях особое внимание уделял украинским народным традициям, этнографии.

## Сочинения

### Поэзия
- Круча / Круча (1922)
- Скифские огни / Скитські вогні (1925)
- Клёкот / Клекіт (1929)
- Современникам / Сучасникам (1943)
- Поэт / Поет (1947)
- Гроздья времени / Китиці часу (1953)
- Из-под света / Із-під світу (1954)

### Повести
- Старший боярин / Старший боярин (1946)
- План ко двору / План до двору

 (1951)
- Ротонда душегубцев / Ротонда душогубців (1956)